# Igori
Igori est une commune rurale située dans le département de Matiacoali de la province du Gourma dans la région de l'Est au Burkina Faso.

## Géographie
Commune isolée au Nord du département, Igori est situé à environ 40 km au Nord de Matiacoali, à proximité de la rivière Bonsoaga.

## Santé et éducation
Igori accueille un centre de santé et de promotion sociale (CSPS).